# Solomon Nunes Carvalho
Solomon Nunes Carvalho (27. dubna 1815 Charleston – 27. května 1897) byl americký malíř, fotograf, spisovatel a vynálezce. Je známý jako průzkumník, který procestoval území Kansasu, Colorada a Utahu s Johnem C. Frémontem při jeho páté expedici. Mnoho slavných obrazů Starého Západu je založeno na fotografiích, které pořídil, ačkoli mnoho dalších bylo ztraceno nebo smícháno s těmi, které pořídili Mathew Brady a další jeho současníci.

## Život a dílo
Narodil se 27. dubna 1815 v Charlestonu v Jižní Karolíně v židovské rodině španělsko-portugalského původu. Zabýval se portrétní fotografií metodou daguerrotypie.
Je považován za průkopníka cestovatelské fotografie jako byli například Francis Bedford, George Wilson Bridges, Maxime Du Camp nebo Francis Frith.

## Galerie

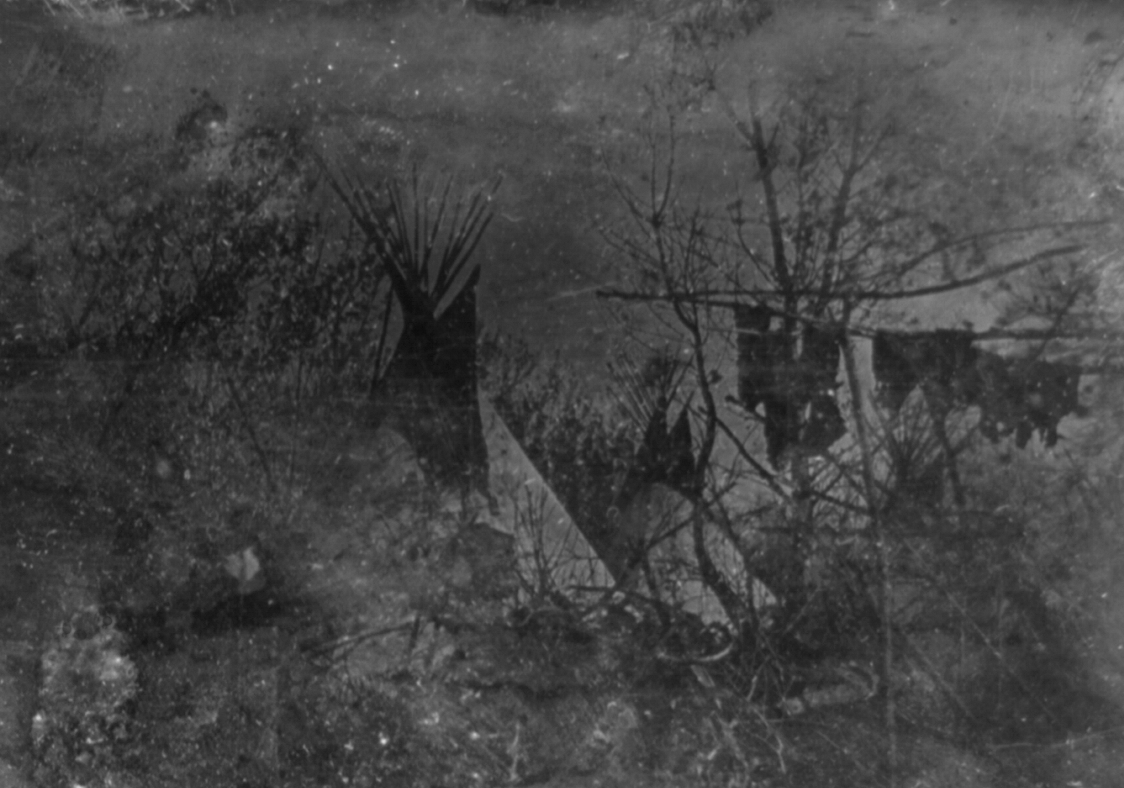
Vesnice Šajenů u Big Timbers, v dnešním Coloradu, 1853, kopie negativu: Mathew Brady
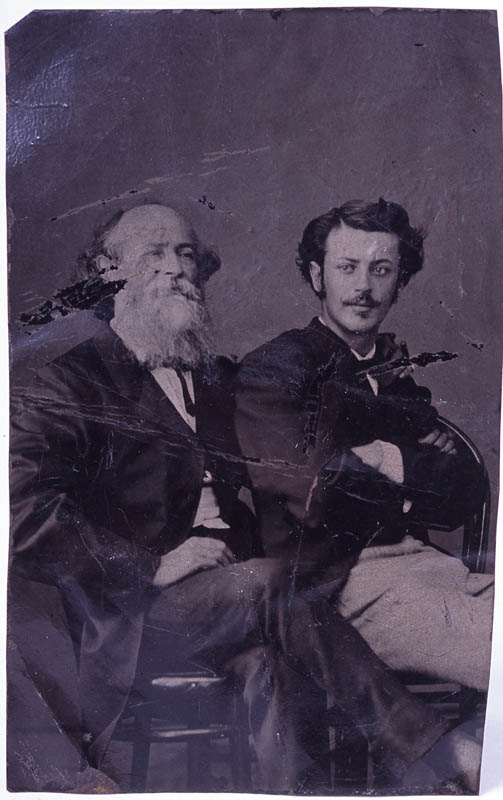
Solomon Nunes Carvalho a jeho syn David Nunes
Mladá Afroameričanka držící dítě, 1870-1880
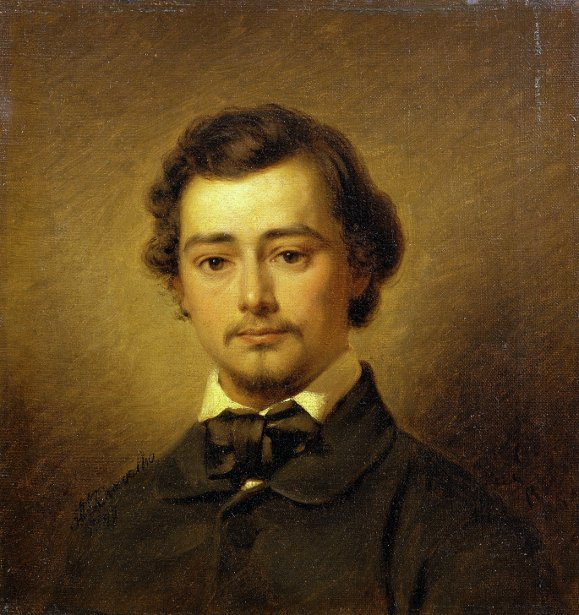
David Camden de Leon, “fighting doctor”, 1816-1872
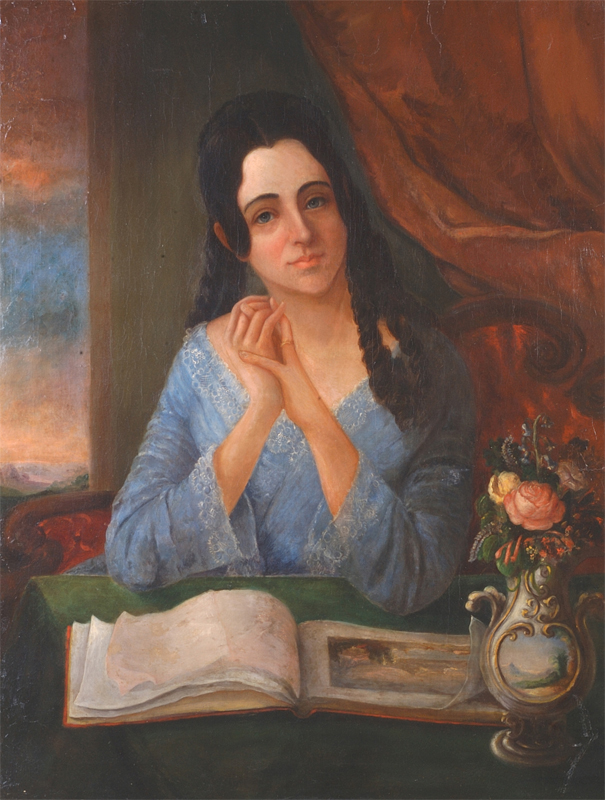
Sarah Solis Carvalho, asi 1856
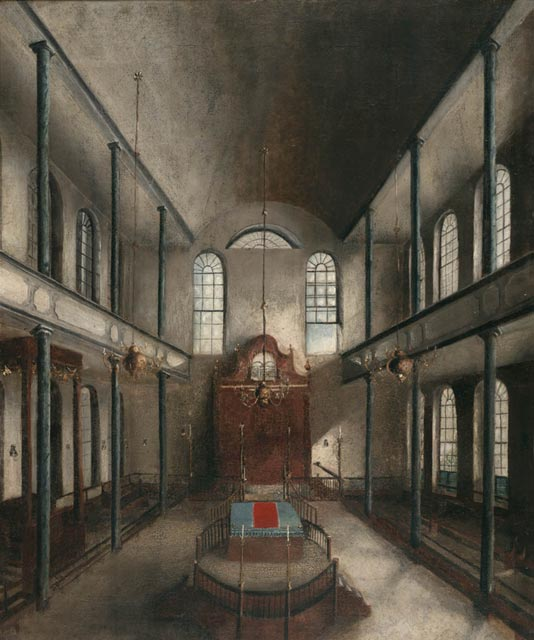
Interiéer Synagogy Kahal Kadosh Beth Elohim, zničené při požáru Charlestonu 1838